# سیارک ۶۱۸

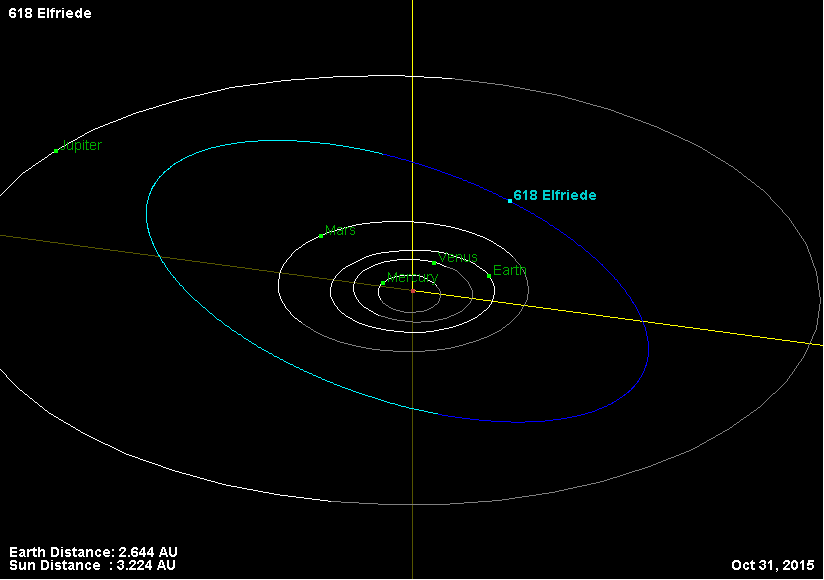
نمایی از محل قرارگیری سیارک ۶۱۸ در مدار – ۲۰۱۵

سیارک ۶۱۸ (به انگلیسی: 618 Elfriede، نامگذاری:1906VZ) ششصد و هجدهمین سیارک کشف شده‌است که در ۱۷ اکتبر ۱۹۰۶ و در هایدلبرگ کشف شد.
قدر مطلق سیارک برابر ۸٫۲۶ است.